# Лебанон (Нью-Гемпшир)
Лебанон (англ. Lebanon) — місто (англ. city) в США, в окрузі Ґрафтон штату Нью-Гемпшир. Населення — 14 282 особи (2020).

## Географія
Лебанон розташований за координатами 43°37′24″ пн. ш. 72°15′5″ зх. д. / 43.62333° пн. ш. 72.25139° зх. д. (43.623315, -72.251453).  За даними Бюро перепису населення США в 2010 році місто мало площу 107,05 км², з яких 104,43 км² — суходіл та 2,62 км² — водойми.

## Демографія
Згідно з переписом 2010 року, у місті мешкала 13 151 особа в 6186 домогосподарствах у складі 3269 родин. Густота населення становила 123 особи/км².  Було 6649 помешкань (62/км²).
Расовий склад населення:
| - 88,4 % — білих - 6,8 % — азіатів - 1,6 % — чорних або афроамериканців - 0,3 % — корінних американців |

До двох чи більше рас належало 2,1 %. Частка іспаномовних становила 2,9 % від усіх жителів.
За віковим діапазоном населення розподілялося таким чином: 19,1 % — особи молодші 18 років, 65,6 % — особи у віці 18—64 років, 15,3 % — особи у віці 65 років та старші. Медіана віку мешканця становила 39,4 року. На 100 осіб жіночої статі у місті припадало 90,2 чоловіків;  на 100 жінок у віці від 18 років та старших — 88,6 чоловіків також старших 18 років.
Середній дохід на одне домашнє господарство  становив 74 006 доларів США (медіана — 53 004), а середній дохід на одну сім'ю — 91 676 доларів (медіана — 75 511). Медіана доходів становила 51 735 доларів для чоловіків та 48 836 доларів для жінок. За межею бідності перебувало 12,3 % осіб, у тому числі 22,6 % дітей у віці до 18 років та 5,0 % осіб у віці 65 років та старших.
Цивільне працевлаштоване населення становило 7501 особа. Основні галузі зайнятості: освіта, охорона здоров'я та соціальна допомога — 40,5 %, виробництво — 11,0 %, науковці, спеціалісти, менеджери — 9,5 %, мистецтво, розваги та відпочинок — 9,3 %.

## Відомі уродженці
- Аланіс Обомсавін — канадська режисерка і сценаристка індіанського походження, авторка документальних фільмів про індіанців Канади.